# باین (صربستان)
باین (به صربی: Baljen) یک روستا در صربستان است که در توتین، صربستان واقع شده‌است. باین ۷۲ نفر جمعیت دارد.